# اچ‌ام‌اس الفین (۱۹۳۳)
اچ‌ام‌اس الفین (۱۹۳۳) (به انگلیسی: HMS Elfin (1933)) یک کشتی است که طول آن ۱۰۸ فوت ۳٫۲۱ اینچ (۳۳٫۰ متر) می‌باشد. این کشتی در سال ۱۹۳۳ ساخته شد.